# NGC 2242
NGC 2242 هي مجرة تتبع كوكبة ممسك الأعنة. اكتشفها لويس سويفت في 24 نوفمبر 1886.

## روابط خارجية
- NGC 2242 على موقع ويكي سكاي: DSS2, SDSS, GALEX, IRAS, Hydrogen α, X-Ray, Astrophoto, Sky Map, Articles and images